# Dartaye Ruffin
Dartaye Ruffin (22 de marzo de 1991, Stoughton, Massachusetts) es un baloncestista estadounidense que pertenece a la plantilla del KFUM Nassjo Basket de la Basketligan sueca. Con 2,05 metros de estatura, juega en la posición de pívot.

## Carrera deportiva
El pívot estadounidense se formó en la universidad de Drexel Dragons. Tras no ser drafteado en 2014, comenzaría su carrera profesional en Suecia, en las filas del KFUM Nassjo, donde jugaría durante 3 temporadas.
En las filas del equipo de la primera división sueca, fue creciendo y en la temporada 2016-17 promedió 13.9 puntos, 8.3 rebotes y 15.4 de valoración.
En agosto de 2017, se convierte en nuevo pívot del Palencia Baloncesto.